# 囊谦王族墓地
囊谦王族墓地，位于中国青海省囊谦县 扎乡东村，为第六批青海省文物保护单位，公布日期为1998年12月22日，类型为古墓葬。
囊谦王族墓地的历史年代为唐、宋。